# Leo Lucchini
Leo Oswald Lucchini (* 12. August 1927 in Cadomin, Alberta; † 4. August 1991 in Trail, British Columbia) war ein kanadischer Eishockeyspieler. Bei der Eishockey-Weltmeisterschaft 1950 gewann er als Mitglied der kanadischen Nationalmannschaft die Goldmedaille. Sein Enkel Jake Lucchini ist ebenfalls professioneller Eishockeyspieler.

## Karriere
Leo Lucchini begann seine Karriere seine Karriere als Eishockeyspieler bei den San Francisco Shamrocks in der Pacific Coast Hockey League. 1949 wechselte er zu den Edmonton Mercurys, mit denen er 1950 Kanada bei der Weltmeisterschaft repräsentierte. Anschließend schloss er sich den Vernon Canadians aus der Okanagan Senior Hockey League an. Im Laufe der Spielzeit 1954/55 wechselte er zu den Kamloops Elks, bei denen er 1955 seine Karriere beendete.
Lucchini verstarb im August 1991 wenige Tage vor seinem 64. Geburtstag.

### International
Für Kanada nahm Lucchini an der Weltmeisterschaft 1950 teil, bei der er mit seiner Mannschaft die Goldmedaille gewann.

## Erfolge und Auszeichnungen
- 1950 Goldmedaille bei der Weltmeisterschaft